# J. Ward Carver
Jay Ward Carver (* 19. Februar 1881, in Calais, Vermont; † 22. Juli 1942 in Barre, Vermont) war ein US-amerikanischer Jurist und Politiker, der von 1925 bis 1931 Vermont Attorney General war.

## Leben
Jay Ward Carver wurde in Calais, Vermont geboren. Er wuchs in Marshfield auf und machte seinen Schulabschluss an der Montpelier High School. Danach besuchte er im Jahr 1900 das Goddard Seminary.
Während er als Lehrer an einer Schule arbeitete, studierte Carver Rechtswissenschaften und erhielt im Jahr 1905 seine Zulassung zum Anwalt. Er eröffnete eine Anwaltskanzlei in Barre. Als Mitglied der Republikanischen Partei von Vermont war er Corporation Counsel von Barre, District Attorney für das Washington County und Mitglied des Senats von Vermont.
Carver wurde im Jahr 1925 zum Vermont Attorney General ernannt, um nach dem Rücktritt von Frank C. Archibald diese Lücke zu füllen. Er wurde in den Jahren 1926 und 1928 erneut gewählt, so dass seine Amtszeit von 1926 bis 1931 dauerte.
In den 1930er Jahren hatte Carver eine Anwaltskanzlei gemeinsam mit Stanley C. Wilson, F. Ray Keyer dem Vater des späteren Gouverneurs von Vermont F. Ray Keyser und Deane C. Davis. Ihre Kanzlei wurde beschrieben als:

“Best ever collection of legal talent, in that it produced one Vermont Supreme Court Justice [Carver], two Governors [Wilson and Davis], and one state Attorney General [Carver]”

„Bisher beste Zusammenstellung von Talenten der Rechtswissenschaft, die einen Anwalt des Vermonter Supreme Court [Carver], zwei Gouverneure von Vermont [Wilsond und Davis] und einen Vermont Attorney General hervorgebracht hat.“

Von 1935 bis 1936 war Carver Präsident der Anwaltskammer von Vermont.
Carver starb in Barre am 22. Juli 1942.